# Poole

Standort der ehemaligen Unitary Authority von Poole (dunkelrot) in Bournemouth, Christchurch and Poole (rot)

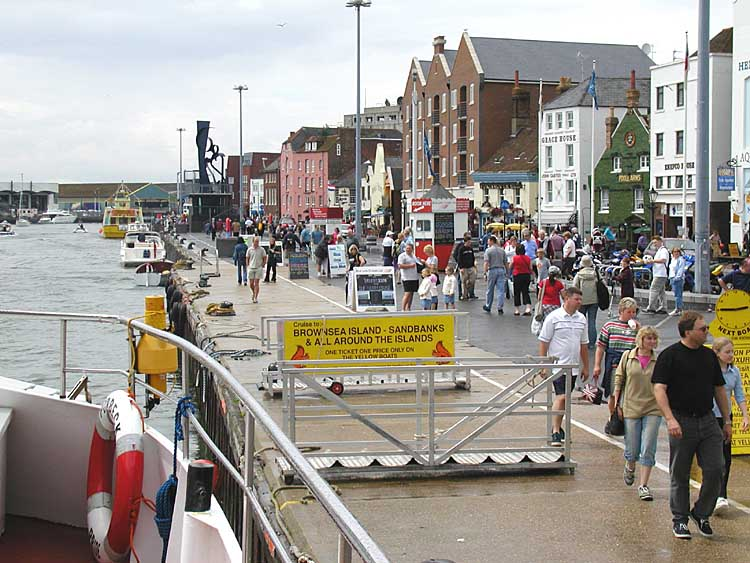
Kai in Poole, Dorset, England

Poole ist eine Küstenstadt am Ärmelkanal im Süden Englands in der Zeremoniellen Grafschaft Dorset. Seit dem 1. April 2019 gehört sie zur Unitary Authority Bournemouth, Christchurch and Poole.

## Die Stadt Poole
Die 1248 erstmals urkundlich erwähnte Stadt liegt an einem sehr beliebten Küstenabschnitt mit Bournemouth im Osten, Studland im Süden und der Jurassic Coast (ein Weltnaturerbe) im Südwesten. Poole ist wegen seiner günstigen Lage schnell gewachsen; die sog. Sandbanks, eine kleine Nehrung gegenüber der Hafeneinfahrt, ist so beliebt, dass dort – gemessen an der Fläche – der vierthöchste Grundstückswert weltweit erzielt wird. Sowohl auf den Sandbanks als auch in dem Gebiet östlich des Hafens bis zu The Avenue (der östlichen Grenze Pooles) stehen zahlreiche exklusive Häuser.
Zusammen mit Bournemouth und Christchurch gehört Poole zur South East Dorset Conurbation (Ballungsgebiet Südost-Dorset) mit insgesamt knapp 390.000 Einwohnern.

## Der Naturhafen von Poole
Poole Harbour ist ein großer Naturhafen bei Poole und einer der größten Naturhäfen weltweit. Schon seit Jahrhunderten ist der Hafen von Poole sehr beliebt, obwohl er für große Schiffe ungeeignet ist. Heute fahren vom Hafen aus Fähren nach Frankreich; der Luxusyachtenbauer Sunseeker hat hier seine Werft. Im Zweiten Weltkrieg spielte der Hafen eine wichtige Rolle als Ausgangspunkt vieler Schiffe, die am D-Day beteiligt waren.

## Sehenswürdigkeiten
Zu den Sehenswürdigkeiten gehören die weltberühmte Poole Pottery (Töpferei), das Waterfront Museum, Compton Acres Gardens und Brownsea Island – auf ihr veranstaltete Robert Baden-Powell 1907 das erste Pfadfinderlager.

## Veranstaltungen
In Poole finden jährlich World-Cup-Veranstaltungen der Sportarten Wind- und Kitesurfen statt.

## Sport
Das Speedway-Profiteam der Poole Pirates tritt in der Elite-League im britischen Speedway an. Für diesen Club starten u. a. Chris Holder und Darcy Ward. 2013 gewann das Pooler Team erneut die britische Meisterschaft.

## Die Unitary Authority Poole
Die Unitary Authority Borough of Poole gehörte zur Region South West England. Sie war bis 2019 verwaltungsmäßig selbständig. Im Borough of Poole lebten ca. 148.600 (2012) Menschen auf einer Fläche von 64,88 km² (Bevölkerungsdichte: 2291 Ew./km²). Am 1. April 2019 ging Poole in der neugebildeten Unitary Authority Bournemouth, Christchurch and Poole auf.

## Besonderheiten

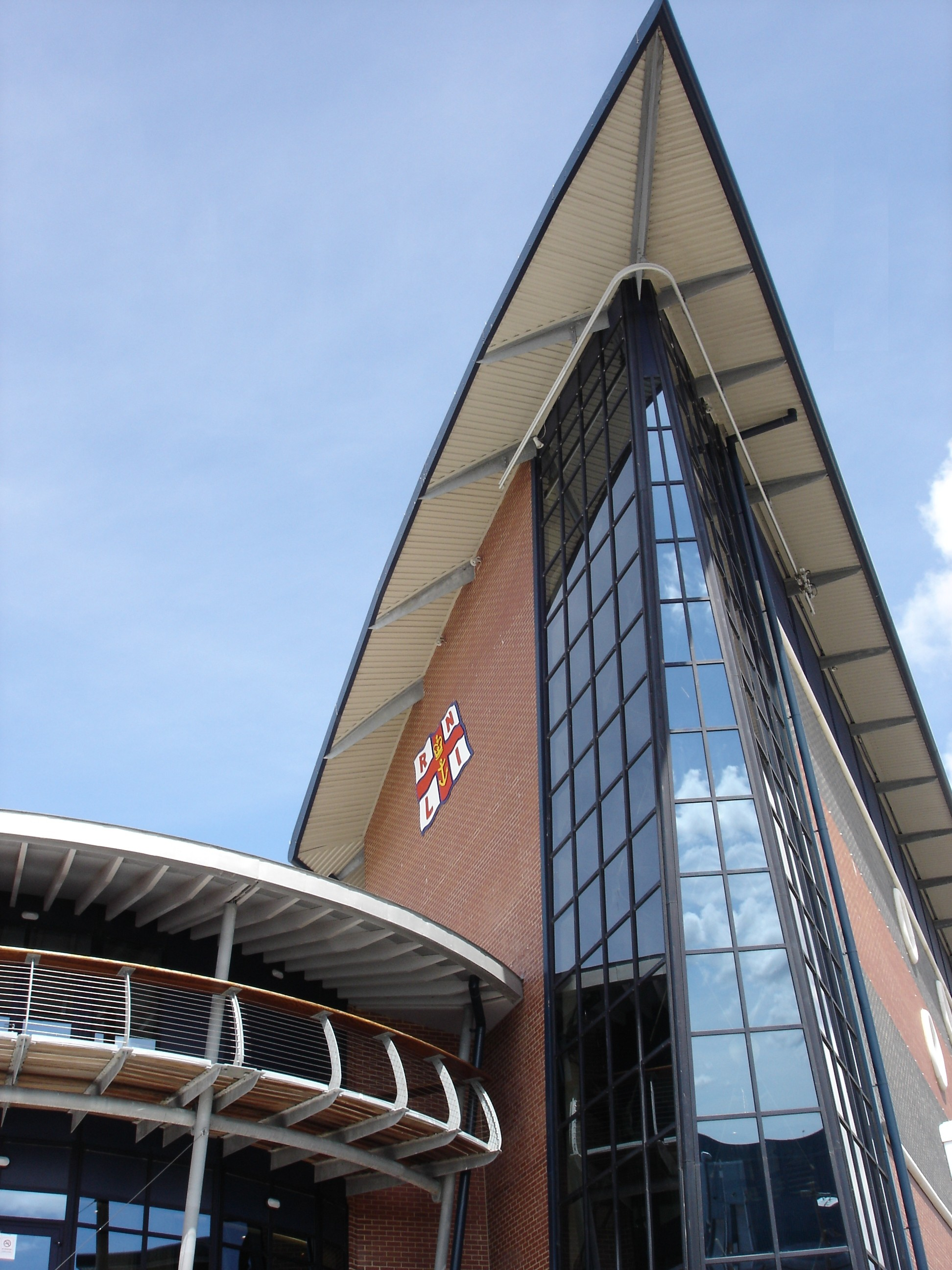
The Lifeboat College, Poole

Eine der dortigen Schulen unterhält einen Austausch mit dem St.-Pius-Gymnasium (Coesfeld) und eine mit dem Albert-Einstein-Gymnasium in Frankenthal (Pfalz). Außerdem gibt es in der Stadt viele Gastfamilien, da Studenten aus allen Teilen der Welt Kurse und Summer Schools dort absolvieren. Zudem befindet sich in Poole die Hauptverwaltung und eine Ausbildungsstätte der in Großbritannien für Seenotrettung zuständigen Royal National Lifeboat Institution (RNLI).

## Städtepartnerschaft
Partnerstadt von Poole ist seit 1977 Cherbourg-en-Cotentin in der französischen Normandie, ebenfalls eine Hafenstadt.

## Söhne und Töchter der Stadt
- James Stephen (1758–1832), Jurist und Parlamentarier
- Samuel Henry Strong (1825–1909), kanadischer Richter
- Mary Francis Butts (1890–1937), Schriftstellerin
- Beaufort Burdekin (1891–1963), Ruderer
- Olaf Pooley (1914–2015), Schauspieler und Drehbuchautor
- Basil Chubb (1921–2002), Politikwissenschaftler und Hochschullehrer
- Ronald Backus (1922–1999), Regattasegler
- Rod Robbie (1928–2012), kanadischer Architekt
- John le Carré (1931–2020), Schriftsteller
- Erica Batchelor (* 1933), Eiskunstläuferin
- David Hugh Jones (1934–2008), Film- und Theaterregisseur
- Michael Hopkins (1935–2023), Architekt
- Aisha Lemu (1940–2019), Religionspädagogin
- Greg Lake (1947–2016), Rockmusiker und Produzent
- Alan Kimble (* 1966), Fußballspieler
- David Michael Clarke (* 1969), Konzept-, Foto- und Performancekünstler
- Edgar Wright (* 1974), Schauspieler, Produzent und Regisseur
- Natalie Clein (* 1977), Cellistin
- Karen Legg (* 1978), Schwimmerin
- Lucy Wicks (* 1982), Volleyballspielerin
- Zara Dampney (* 1986), Beachvolleyballspielerin
- Sam Sunderland (* 1989), Motorradrennfahrer
- Andrew Musgrave (* 1990), Skilangläufer
- Melissa Courtney-Bryant (* 1993), Leichtathletin
- Eleanor Aldridge (* 1996), Kitesurferin
- Ben White (* 1997), Fußballspieler
- Bradley Currie (* 1998), Cricketspieler